# Australian Open de 1974
O Australian Open de 1974 foi um torneio de tênis disputado nas quadras de grama do Kooyong Lawn Tennis Club, em Melbourne, na Austrália, entre 26 de dezembro de 1973 e 1º de janeiro de 1974. Corresponde à 6ª edição da era aberta e à 62ª de todos os tempos.

## Finais

### Profissional
| Categoria | Evento    | Campeã(s)(o/ões)                     | Vice-campeã(s)(o/ões)            | Resultado          | Chave(s)  | Chave(s)       |
| --------- | --------- | ------------------------------------ | -------------------------------- | ------------------ | --------- | -------------- |
| Simples   | Masculino | Jimmy Connors                        | Phil Dent                        | 7–6, 6–4, 4–6, 6–3 | principal | qualificatório |
| Simples   | Feminino  | Evonne Goolagong Cawley              | Chris Evert                      | 7–6, 4–6, 6–0      | principal | qualificatório |
| Duplas    | Masculino | Ross Case Geoff Masters              | Syd Ball Bob Giltinan            | 6–7, 6–3, 6–4      | principal | principal      |
| Duplas    | Feminino  | Evonne Goolagong Cawley Peggy Michel | Kerry Harris Kerry Melville Reid | 7–5 6–3            | principal | principal      |

### Juvenil
| Categoria | Evento    | Campeã(s)(o/ões)              | Vice-campeã(s)(o/ões) | Resultado | Chave(s)  | Chave(s)       |
| --------- | --------- | ----------------------------- | --------------------- | --------- | --------- | -------------- |
| Simples   | Masculino | Harry Britain                 |                       |           | principal | qualificatório |
| Simples   | Feminino  | Jennifer Walker               |                       |           | principal | qualificatório |
| Duplas    | Masculino | David Carter Trevon Little    |                       |           | principal | principal      |
| Duplas    | Feminino  | Nerida Gregory Julia Hanrahan |                       |           | principal | principal      |